# Glaciação Donau
A Glaciação Donau(em alemão: Donau-Kaltzeit) ou Glaciação Danúbio (em alemão:Donau-Glazial) foi uma glaciação que aconteceu há 1,4-2 milhões de anos durante o período Plioceno. Ela não aparece no esquema quadripartite da era do gelo tradicional dos Alpes por Albrecht Penck. O estágio Danúbio foi nomeado por Barthel Eberl em 1930 tendo por base o rio Danúbio. O evento climático aconteceu em período anterior as glaciações (eras do gelo) conhecidas como Glaciação Günz, Glaciação Mindel, Glaciação Riss e Glaciação Würm.
A glaciação foi causada por fortes mudanças climáticas há 1,8 milhões de anos e isso causou a extinção de centenas de éspecies.